# Кампозано
Кампоза̀но (на италиански: Camposano; на неаполитански: Cambasan', Камбазанъ) е малко градче и община в Южна Италия, провинция Неапол, регион Кампания. Разположено е на 48 m надморска височина. Населението на общината е 5450 души (към 2010 г.).